# Sakai, Fukui
Sakai (坂井市 (Phản Tỉnh thị) Sakai-shi) là một thành phố thuộc tỉnh Fukui, Nhật Bản.